# Utopian Land
Utopian Land (с англ. — «Утопическая страна») — песня греческой группы «Argo», с которой они представляли Грецию на конкурсе Евровидение 2016, проведенном в Стокгольме, Швеция. Песня написана на греческом, понтийском и английском языках. Сочетает элементы хип-хопа и традиционную понтийскую музыку.
«Utopian Land» исполнялась во время первого полуфинала Евровидения 10 мая 2016 «Argo» не смогли набрать необходимого количества баллов, чтобы попасть в финал.